# بهيجة سلطان
بهيجة سلطان (26 أغسطس 1848 ـ 21 ديسمبر 1876) هي ابنة السلطان عبد المجيد الأول من زوجته نسرين خانم أفندي. توفيت في التاسعة عشرة من عمرها، بعد أسبوعين فحسب من زفافها (في 4 ديسمبر 1876) إلى الداماد خليل حميد باشا زاده، ودُفنت في ضريح أختها منيرة سلطان (التي توفيت هي الأخرى دون العشرين) بجامع الفاتح في الآستانة.